# Parque nacional Sundown

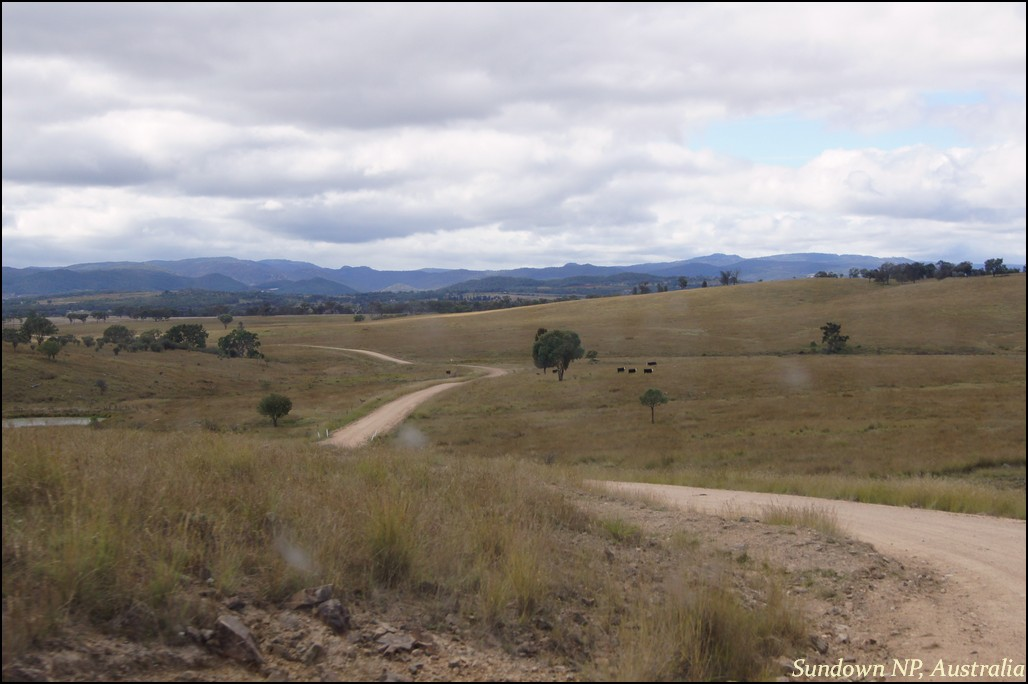
Geografía del Parque Nacional

Sundown es un parque nacional en Queensland (Australia), ubicado a 198 km al suroeste de Brisbane. En este parque se encuentra la fuente del río Severn, que es el lugar de nacimiento del río Darling.

## Datos
- Área: 125,00 km²
- Coordenadas: 28°52′06″S 151°37′07″E / -28.86833, 151.61861
- Fecha de Creación: 1977
- Administración: Servicio para la Vida Salvaje de Queensland
- Categoría IUCN: II

Véase también:
- Zonas protegidas de Queensland